# جزيرة غودوستينغي
جزيرة غودوستينغي وهي جزيرة من جزر إندونيسيا، وتقع في إقليم جاكارتا.